# Поводув-Другий
Поводув-Другий (пол. Powodów Drugi) — село в Польщі, у гміні Вартковиці Поддембицького повіту Лодзинського воєводства.
Населення — 167 осіб (2011).
У 1975-1998 роках село належало до Серадзького воєводства.

## Демографія
Демографічна структура станом на 31 березня 2011 року:
|          | Загалом | Допрацездатний вік | Працездатний вік | Постпрацездатний вік |
| -------- | ------- | ------------------ | ---------------- | -------------------- |
| Чоловіки | 80      | 21                 | 50               | 9                    |
| Жінки    | 87      | 23                 | 43               | 21                   |
| Разом    | 167     | 44                 | 93               | 30                   |